# 国道385号
国道385号（こくどう385ごう）は、福岡県柳川市から佐賀県神埼市を通り、福岡県福岡市博多区に至る一般国道である。

## 概要

### 路線データ
一般国道の路線を指定する政令に基づく起終点および重要な経過地は次のとおり。
- 起点：柳川市（蓮蒲池交差点 = 国道208号交点、福岡県道770号枝光今古賀線バイパス起点）
- 終点：福岡市（博多区、東光2丁目交差点 = 国道3号交点）
- 重要な経過地：大川市（大橋）、佐賀県神埼郡千代田町[注釈 2]、同郡神埼町[注釈 2]、同郡三田川町[注釈 3]
- 総延長 : 74.6 km（福岡県 32.9 km、福岡市 8.0 km、佐賀県 33.7 km）重用延長を含む。[2][注釈 4]
- 重用延長 : 1.3 km（福岡県 1.1 km、福岡市 0.0 km、佐賀県 0.2 km）[2][注釈 4]
- 未供用延長 : なし[2][注釈 4]
- 実延長 : 73.4 km（福岡県 31.8 km、福岡市 8.0 km、佐賀県 33.6 km）[2][注釈 4]
  - 現道 : 61.9 km（福岡県 27.0 km、福岡市 8.0 km、佐賀県 27.0 km）[2][注釈 4]
  - 旧道 : 0.2 km（福岡県 0.2 km、福岡市 - km、佐賀県 - km）[2][注釈 4]
  - 新道 : 11.3 km（福岡県 4.6 km、福岡市 - km、佐賀県 6.6 km）[2][注釈 4]
- 指定区間：なし[3]

## 歴史
- 1975年（昭和50年）4月1日 - 一般国道385号指定。福岡県道・佐賀県道16号柳川神埼線と福岡県道・佐賀県道14号福岡那珂川神埼線の2路線を統合したものである。
- 1982年（昭和57年）3月 - 筑後川を横断する青木中津大橋（福岡県三潴郡城島町（現久留米市） - 佐賀県神埼郡千代田町（現神埼市）間）が開通。同時に城島町青木島と城島町浮島の区間を結ぶ渡船「青木渡し」（ディーゼル船・無料）が廃止された。九州最後の国道渡船であった。この廃止により浮島地区は城島町の中心部と渡船でも橋でも直接連絡していない飛地となった。
- 2006年（平成18年）3月21日 - 坂本峠の狭隘区間を解消する東脊振トンネル有料道路が開通。積雪・凍結時の交通障害が軽減された。
- 2013年（平成25年）2月1日 - 五ケ山ダム建設に伴う付替道路が開通、東脊振トンネルに直結。同ダム前後の国道385号旧道は、一部を除き閉鎖され廃止、ダム湖底に沈んだ。
- 2016年（平成28年）2月7日 - 三橋大川バイパスの未開通区間が開通、これにより本国道南部の柳川市起点 - 国道34号交差点までの未整備狭隘道路区間がすべて解消された[要出典]。
- 2019年（平成31年）3月29日 - 福岡県告示第257号により、三橋大川バイパスの旧道のうち、柳川市の区間の国道指定が解除[4]。

## 路線状況

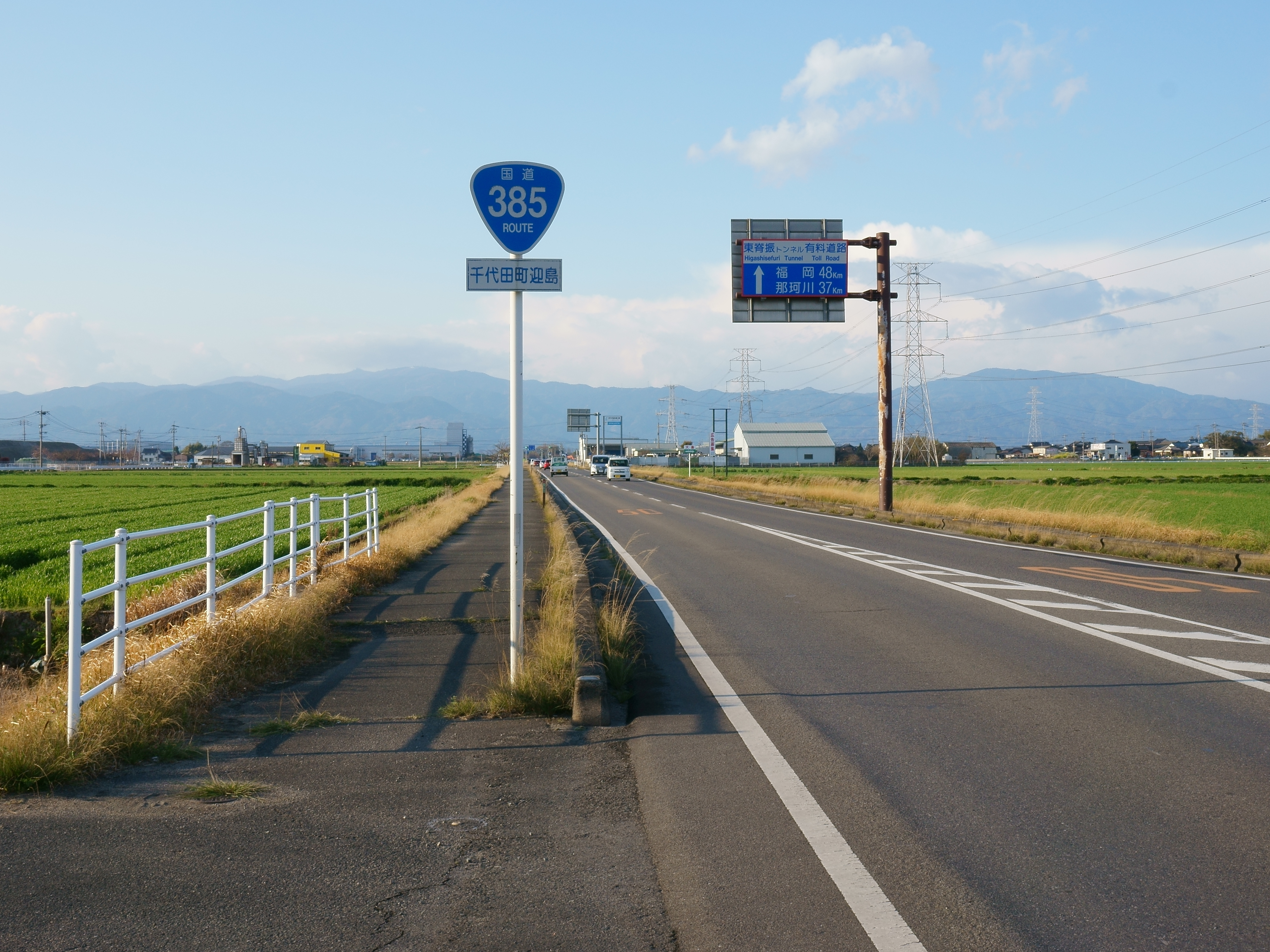
神埼市千代田町から福岡方面。奥の2つの頂、脊振山（左）と九千部山（右）の間の峠を越えて福岡市に至る

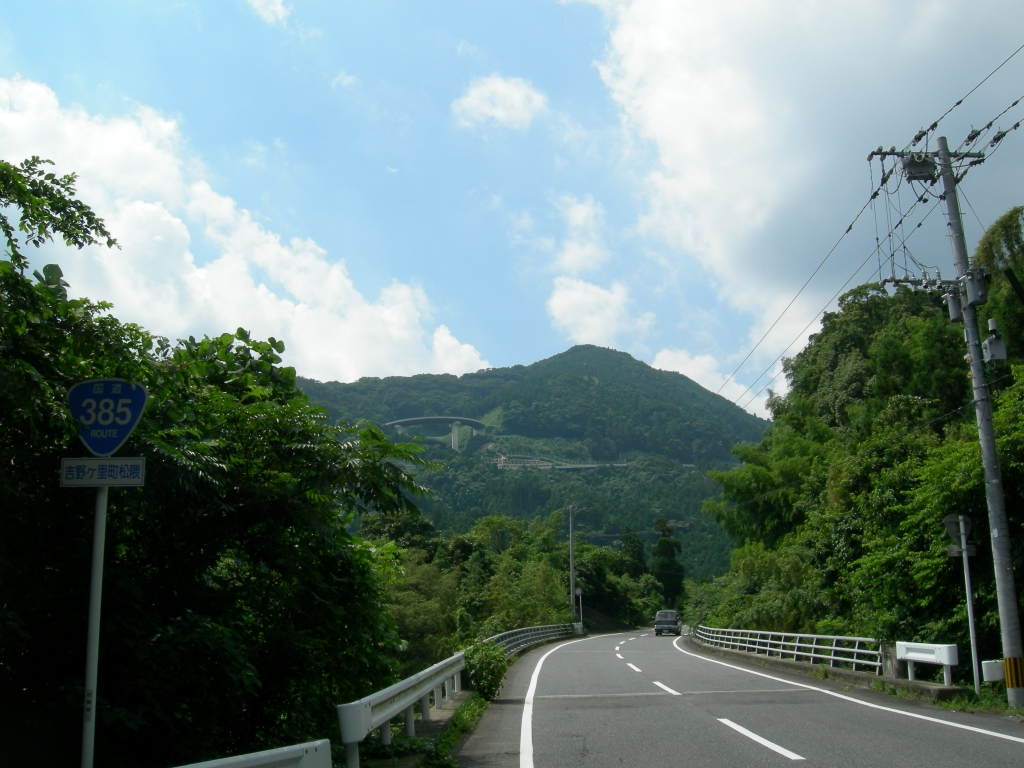
佐賀県神埼郡吉野ヶ里町内。写真中央部の山の中腹に東脊振バイパスが見える。奥が福岡方面、手前が柳川方面

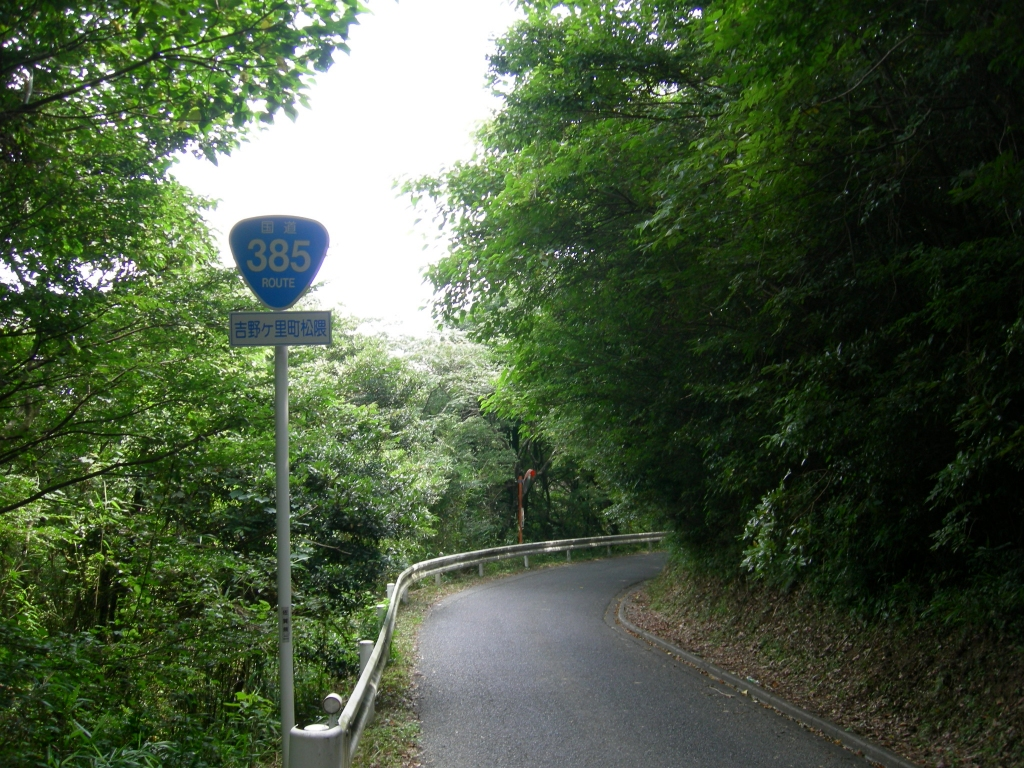
坂本峠（国道385号現道）

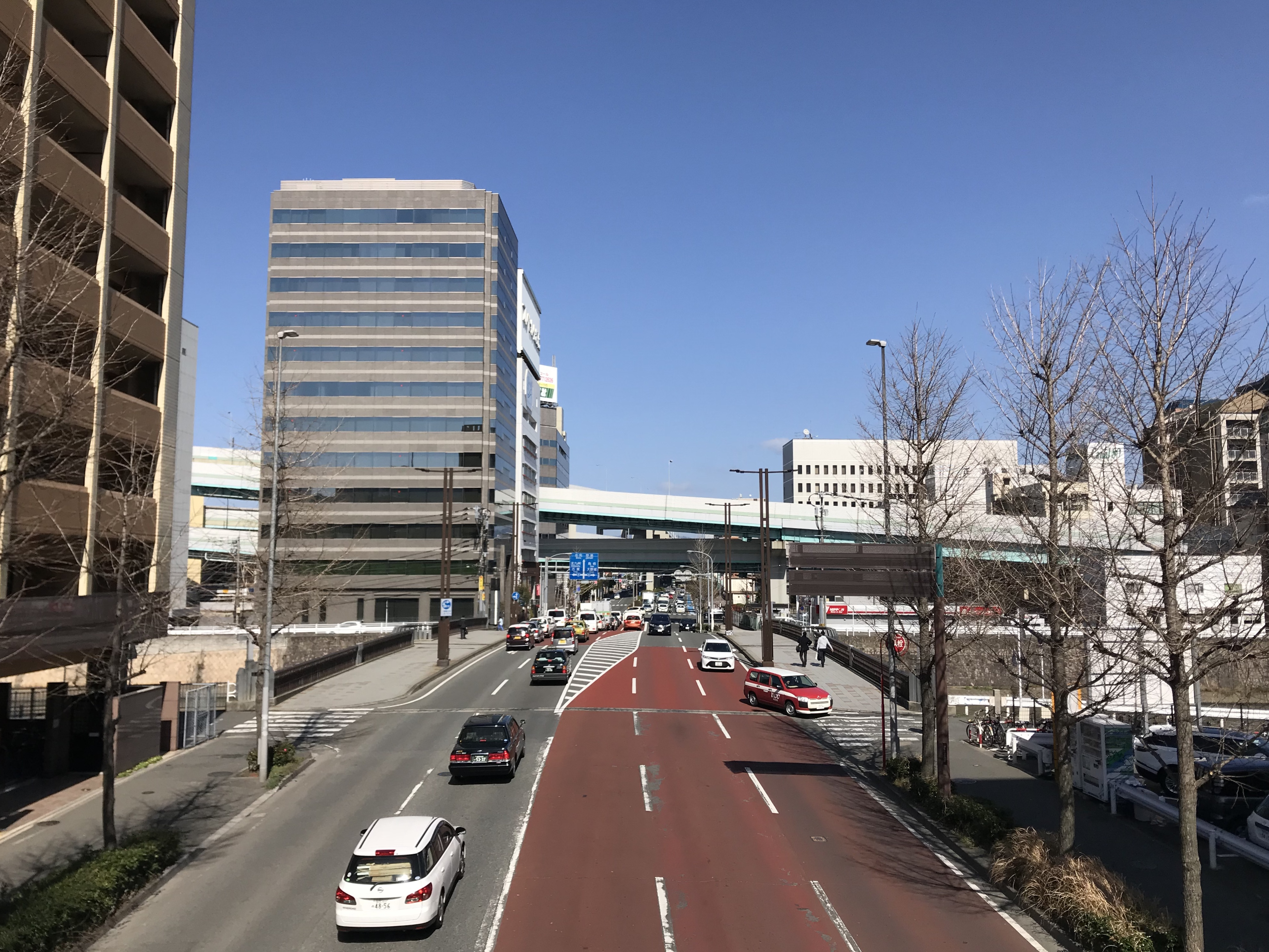
終点の手前

### 柳川市 - 吉野ヶ里町
起点は、国道208号と接続する蓮蒲池（れんかまち）交差点であるが、有明海沿岸道路の供用開始前は柳河小塚交差点（国道208号交点、福岡県道733号筑後柳河停車場線終点）が起点であった。起点と有明海沿岸道路柳川西ICの間は4車線である。現道との交点である東蒲池交差点から大川市の国道442号交点までは未整備で離合困難な狭隘道路（現道）となっていたが2016年（平成28年）2月7日までに三橋大川バイパス（後述）が全線開通した。同バイパス開通までは東蒲池交差点 - 三百交差点 - 木室小学校東交差点の区間が狭隘道路となっており現道であったが、2019年（平成31年）3月29日、福岡県告示第257号により柳川市の区間の国道指定が解除された。
木室小学校東交差点から青木中津大橋で筑後川を渡り佐賀県神埼市千代田町に入り、大野北交差点までの区間はバイパス名称は無いが、2車線の両歩道で同程度規格の改良道路となっている。
大野北交差点から北は道なりに直進すると同程度規格の改良道路を通って三田川バイパスに入る。現道は同交差点を左折し田手川沿いを経て神埼町本堀を経由し、力田交差点で交差（合流）する。三田川バイパスは国道政令指定の神埼市を通過せず、国道34号との交点である吉野ヶ里町田手交差点に至る。

### 吉野ヶ里町山間部
国道34号との交点である吉野ヶ里町田手交差点を過ぎて長崎本線の下を抜けると左手に吉野ヶ里遺跡がある。吉野ヶ里町役場東脊振庁舎の前を通り、東脊振ICを経て長崎自動車道の下を抜け、脊振山地を越える。麓から改良済みの道路（東脊振バイパス・愛称「さざんかロード」）となる。千石山南側の麓から中腹にかけて降格した国道385号の旧道が山道として残っているが、通行車両は少なく、荒廃が進んでいる。千石山中腹で、坂本峠を越える現道と、東脊振トンネルへ向かう有料バイパスに分岐するが、有料区間はトンネルの前後のみである。坂本峠区間は、2 t積み以上の大型車通行止めの、1車線程度の急勾配の山道である。付近には日本の茶の発祥地である霊仙寺跡がある。東脊振トンネルの開通までは、山道の割には交通量が多く行き違いに難渋していた。またこの峠は豊富な地下水により路面がぬれているため、滑りやすい。なお、坂本峠とすぐ前後のわずかな部分がみやき町に入る。峠を越えて下ると再び福岡県に入り、五ケ山ダム近辺に至る。坂本峠区間は山間部を縫うためしばしば自然災害で通行止めとなる。平成30年7月豪雨、2019年（令和元年）8月の豪雨では、坂本峠南側の佐賀県側の現道で大規模な土砂崩れが発生し通行止め（東脊振トンネル・バイパスは通行可能）となった。

### 五ケ山ダム・南畑ダム周辺
五ケ山ダム周辺では本国道の付替道路のほかに福岡県道136号入部中原停車場線・佐賀県道136号早良中原停車場線の付替道路なども完成しており、ダム湖周囲を複数のトンネル・道路橋を供して取り囲んでいる。峠道を下るとダム周囲付替道路と交差合流する。ダム湖上の大野大橋を渡りいったん佐賀県側に入る。東脊振トンネルを通り北上してくる道路と交差合流する。板屋（背振ダム）方面からの県道136号付替道路と交差合流し、重複する。この付近に移植された佐賀県天然記念物「小河内の杉」がある。すぐにダム湖上の佐賀大橋があり、福岡県側に入る。さらに先で県道136号はダム周囲付替道路に交差分岐し、重複解消する。本国道付替道路を過ぎて南畑ダム周辺からは、麓に至るまで、中型・大型車両にとってはやや狭隘な2車線道路となる。南畑ダム周辺から麓の水道局取水場周辺までの現道区間につき「南畑バイパス（仮称）」の建設が計画されている。麓以降は幅員、カーブ共にやや改善される。
ダム工事に伴う付替道路完成以前の旧道（水没）は、那珂川支流大野川右岸に沿って下り現在のダム湖底で那珂川本流を大野橋で越え、本流左岸に沿って下るルートであった。大野橋の少し手前で県道136号旧道（水没）とほぼ十字路交差していた。この支流大野川と脊振山方面からの那珂川本流が福岡・佐賀県境であったため、国道水没旧道は現況とは異なりこの付近で佐賀県側に入る事はなかった。同県境は江戸時代からの筑前国・肥前国境でもあり、この地域では、蛤岳の「蛤水道」の故事がある。本国道および県道136号の水没旧道沿いにはかつて五ヶ山字東小河内・倉吉・大野（福岡県）および松隈字小河内・大野（佐賀県）などの小集落があったがダム工事に伴い移転しほぼ水没した。

### 那珂川市 - 福岡市
麓以降は幅員、カーブ共にやや改善されるが、歩道の無いやや狭隘な部分が一部に残る。この那珂川市から終点福岡市までの区間は、ほぼ那珂川沿いである。那珂川市郊外の田園地帯付付近は中ノ島公園がある。那珂川市役所直近の西隈交差点前後からは拡幅工事中であり、同町道善バス停前交差点付近からは、4車線道路となり福岡市南区に入る。途中で、福岡外環状道路と交差、福岡高速環状線（福岡高速5号線）の野多目ランプに接続している。西鉄大橋駅付近では日赤通りに入り、清水四ツ角からはきよみ通りを入る。博多区に入った後では、百年橋通りそして竹下通りを経由して博多駅（筑紫口）前を通過する。その後は、空港通りを通過する。最後に、本道路は東光2丁目交差点で国道3号と接続することにより終点になる。

### 道路改築事業
三橋大川バイパス
柳川市三橋町柳河の起点から大川市大字下木佐木の国道442号交点までの区間。第3種2級、設計速度60 km/h、全長3,860 mの計画で、そのうち蓮鎌池交差点 - 東蒲池交差点までは2008年（平成20年）に供用され、同時に旧道は降格。2016年（平成28年）2月7日に残りの東蒲池交差点 - 大川市大字下木佐木の区間が開通し、起点から国道34号交点までの狭隘区間が解消した。
三田川バイパス
神埼市千代田町下坂の国道264号交点から吉野ヶ里町（旧三田川町）吉田の国道34号交点までの区間。全長5.2 km。政令で指定されている重要な経過地 である旧神埼町を通らないルートである。2005年（平成17年）に全区間供用されているが、旧道は降格していない。
東脊振バイパス
五ケ山ダム付替道路（旧称：五ヶ山バイパス）
東脊振トンネルの福岡県側出口から五ケ山ダムを経て南畑ダム付近までの、緩勾配、高設計速度道路であり、長スパン道路橋や緩徐カーブを多用している。
南畑バイパス
那珂川市大字五ケ山から同市大字市ノ瀬に至る延長2.8 kmのバイパスで、那珂川市街地から南畑ダムまでの幅員狭小、線形不良で、急勾配区間解消を目的に2020年度（令和2年度）に事業化された。
那珂川拡幅

### 有料道路
- 佐賀県
  - 東脊振トンネル（神埼郡吉野ヶ里町）

### 道路施設

#### 橋梁
- 福岡県
  - 安堂橋（大川市）
  - 門道丸橋（大川市）
  - 吉原橋（大川市）
  - 新堀橋（大川市）
  - 中牟田橋（大川市）
  - 下林橋（大川市）
  - 一の宮橋（久留米市）
  - 青木中津大橋（筑後川、久留米市 - 佐賀県神埼市）
- 佐賀県
  - 川原橋（田手川、神埼郡吉野ヶ里町）
  - 坂本大橋（神埼郡吉野ヶ里町）
  - 佐賀大橋（那珂川、神埼郡吉野ヶ里町 - 福岡県那珂川市）
- 福岡県
  - 五ヶ山大橋（那珂川、那珂川市）
  - 松尾橋（那珂川、那珂川市）
  - 清美大橋（那珂川、福岡市南区 - 福岡市博多区）
  - 美野島陸橋（福岡市博多区）
  - 東光橋（御笠川、福岡市博多区）

#### トンネル
起点から
- 佐賀県
  - 東脊振トンネル：延長1,411 m、2006年（平成18年）竣工、神埼郡吉野ヶ里町
- 福岡県
  - 釣垂隧道：延長28 m、1963年（昭和38年）竣工、那珂川市

#### 道の駅
- 佐賀県
  - 吉野ヶ里（神埼郡吉野ヶ里町）

## 地理

### 通過する自治体
- 福岡県
  - 柳川市 - 大川市 - 久留米市
- 佐賀県
  - 神埼市 - 神埼郡吉野ヶ里町 - 三養基郡みやき町[注釈 6] - 神埼郡吉野ヶ里町
- 福岡県
  - 那珂川市 - 福岡市（南区 - 博多区）

### 交差する道路
| 交差する道路                                                                       | 都道府県名 | 市町村名 | 市町村名   | 交差する場所     | 交差する場所                                |
| ---------------------------------------------------------------------------------- | ---------- | -------- | ---------- | ---------------- | ------------------------------------------- |
| 国道208号 国道443号 重複 福岡県道770号枝光今古賀線 バイパス                        | 福岡県     | 柳川市   | 柳川市     | 三橋町柳河       | 蓮蒲池交差点 / 起点                         |
| 有明海沿岸道路 福岡県道703号柳川筑後線                                             | 福岡県     | 柳川市   | 柳川市     | 東蒲池           | 柳川西IC入口交差点 柳川西IC                 |
| 国道385号 / 旧道 福岡県道716号水田大川線                                           | 福岡県     | 柳川市   | 柳川市     | 西蒲池           | 柳川北交差点                                |
| 福岡県道702号柳川城島線 重複区間起点                                               | 福岡県     | 大川市   | 大川市     | 大字鬼古賀       |                                             |
| 福岡県道702号柳川城島線 重複区間終点                                               | 福岡県     | 大川市   | 大川市     | 大字下木佐木     |                                             |
| 国道385号 / 旧道                                                                   | 福岡県     | 大川市   | 大川市     | 大字下木佐木     | 木室小学校東交差点                          |
| 国道442号 / 大木大川バイパス                                                       | 福岡県     | 大川市   | 大川市     | 大字中八院       | 木室コミセン北交差点                        |
| 福岡県道710号宮本大川線                                                            | 福岡県     | 大川市   | 大川市     | 大字中八院       | 新堀橋南交差点                              |
| 福岡県道99号大川大木線                                                             | 福岡県     | 大川市   | 大川市     | 大字下林         | 中牟田橋北交差点                            |
| 福岡県道47号久留米城島大川線                                                       | 福岡県     | 久留米市 | 久留米市   | 城島町江島       | 青木中津大橋南交差点                        |
| 佐賀県道・福岡県道19号諸富西島線                                                   | 佐賀県     | 神埼市   | 神埼市     | 千代田町迎島     |                                             |
| 国道385号 / 旧道 佐賀県道・福岡県道15号佐賀八女線                                  | 佐賀県     | 神埼市   | 神埼市     | 千代田町迎島     | 大野北交差点                                |
| 佐賀県道211号市武諸富線 重複区間起点                                               | 佐賀県     | 神埼市   | 神埼市     | 千代田町柳島     | 柳島交差点                                  |
| 佐賀県道211号市武諸富線 重複区間終点                                               | 佐賀県     | 神埼市   | 神埼市     | 千代田町柳島     |                                             |
| 国道264号                                                                          | 佐賀県     | 神埼市   | 神埼市     | 千代田町下坂     | 藤ノ木交差点                                |
| 佐賀県道210号市武神埼線                                                            | 佐賀県     | 神埼郡   | 吉野ヶ里町 | 田手             | 井保戸交差点                                |
| 佐賀県道335号神埼北茂安線 重複区間起点                                             | 佐賀県     | 神埼郡   | 吉野ヶ里町 | 田手             |                                             |
| 国道385号 / 旧道 佐賀県道335号神埼北茂安線 重複区間終点                            | 佐賀県     | 神埼郡   | 吉野ヶ里町 | 田手             | 力田交差点                                  |
| 国道34号                                                                           | 佐賀県     | 神埼郡   | 吉野ヶ里町 | 田手             | 吉野ヶ里町田手交差点                        |
| 佐賀県道325号吉田鶴線 佐賀県道334号吉野ヶ里公園線                                  | 佐賀県     | 神埼郡   | 吉野ヶ里町 | 吉田             | 鳥ノ隈南交差点                              |
| 佐賀県道31号佐賀川久保鳥栖線                                                       | 佐賀県     | 神埼郡   | 吉野ヶ里町 | 三津             | 中副交差点                                  |
| E34 長崎自動車道                                                                   | 佐賀県     | 神埼郡   | 吉野ヶ里町 | 石動（いしなり） | 東脊振インター交差点 2 東脊振IC             |
| 佐賀県道46号中原三瀬線                                                             | 佐賀県     | 神埼郡   | 吉野ヶ里町 | 松隈             | 松坂橋交差点                                |
| 福岡県道136号入部中原停車場線・佐賀県道136号早良中原停車場線 重複区間起点          | 佐賀県     | 神埼郡   | 吉野ヶ里町 | 松隈             |                                             |
| 福岡県道136号入部中原停車場線・佐賀県道136号早良中原停車場線 重複区間終点          | 佐賀県     | 神埼郡   | 吉野ヶ里町 | 松隈             |                                             |
| 福岡県道56号福岡早良大野城線 重複区間起点 福岡県道575号山田中原福岡線              | 福岡県     | 那珂川市 | 那珂川市   | 大字山田         | 那珂川市山田交差点                          |
| 福岡県道602号後野福岡線 福岡県道580号那珂川大野城線                                | 福岡県     | 那珂川市 | 那珂川市   | 後野2丁目        | 現人橋（あらひとばし）交差点                |
| 福岡県道56号福岡早良大野城線 重複区間終点                                          | 福岡県     | 那珂川市 | 那珂川市   | 道善2丁目        | 道善交差点                                  |
| 福岡県道577号片縄下白水線                                                          | 福岡県     | 那珂川市 | 那珂川市   | 片縄3丁目        | 内田交差点                                  |
| 福岡県道49号大野城二丈線                                                           | 福岡県     | 福岡市   | 南区       | 老司1丁目        | 老司四ツ角交差点                            |
| 国道202号 / 福岡外環状道路 福岡高速環状線                                          | 福岡県     | 福岡市   | 南区       | 向新町2丁目      | がんセンター入口交差点 503/504 野多目出入口 |
| 福岡県道31号福岡筑紫野線                                                           | 福岡県     | 福岡市   | 南区       | 大橋1丁目        | 大橋交差点                                  |
| 福岡県道602号後野福岡線                                                            | 福岡県     | 福岡市   | 南区       | 清水3丁目        | 清水四ツ角交差点                            |
| きよみ通り                                                                         | 福岡県     | 福岡市   | 南区       | 清水3丁目        | 住吉中前交差点                              |
| 福岡県道553号東光寺竹下春吉線                                                      | 福岡県     | 福岡市   | 博多区     | 美野島4丁目      | 清美大橋東交差点                            |
| 福岡県道555号桧原比恵線 重複区間起点                                               | 福岡県     | 福岡市   | 博多区     | 美野島3丁目      | 美野島交差点                                |
| 福岡県道555号桧原比恵線 重複区間終点 福岡県道575号山田中原福岡線                   | 福岡県     | 福岡市   | 博多区     | 博多駅南3丁目    | 宮島交差点                                  |
| 国道3号                                                                            | 福岡県     | 福岡市   | 博多区     | 東光2丁目        | 東光2丁目交差点 / 終点                      |
| 旧道（柳川市 - 大川市）                                                            |            |          |            |                  |                                             |
| 国道385号 旧道起点 福岡県道716号水田大川線 重複区間起点                            | 福岡県     | 柳川市   | 柳川市     | 西蒲池           | 柳川北交差点                                |
| 福岡県道702号柳川城島線 重複区間起点 福岡県道716号水田大川線 重複区間終点          | 福岡県     | 柳川市   | 柳川市     | 西蒲池           | 西蒲池北交差点                              |
| 福岡県道702号柳川城島線 重複区間起終点                                             | 福岡県     | 大川市   | 大川市     | 大字鬼古賀       |                                             |
| 国道385号 旧道終点                                                                 | 福岡県     | 大川市   | 大川市     | 大字下木佐木     | 木室小学校東交差点                          |
| 旧道（神埼市 - 神埼郡吉野ヶ里町）                                                  |            |          |            |                  |                                             |
| 国道385号 旧道起点 佐賀県道・福岡県道15号佐賀八女線 重複区間起点（旧道で重複）     | 佐賀県     | 神埼市   | 神埼市     | 千代田町迎島     | 大野北交差点                                |
| 佐賀県道・福岡県道15号佐賀八女線 重複区間終点 佐賀県道211号市武諸富線 重複区間起点 | 佐賀県     | 神埼市   | 神埼市     | 千代田町渡瀬     |                                             |
| 佐賀県道211号市武諸富線 重複区間終点                                               | 佐賀県     | 神埼市   | 神埼市     | 千代田町渡瀬     |                                             |
| 国道264号 重複区間                                                                 | 佐賀県     | 神埼市   | 神埼市     | 千代田町下坂     | 城東橋交差点                                |
| 国道264号 重複区間                                                                 | 佐賀県     | 神埼市   | 神埼市     | 千代田町詫田     | 城東橋交差点                                |
| 佐賀県道210号市武神埼線                                                            | 佐賀県     | 神埼市   | 神埼市     | 神埼町本堀       |                                             |
| 佐賀県道335号神埼北茂安線 重複区間起点                                             | 佐賀県     | 神埼市   | 神埼市     | 神埼町本堀       | 本堀交差点                                  |
| 佐賀県道48号佐賀外環状線 佐賀県道222号肥前神埼停車場線                             | 佐賀県     | 神埼市   | 神埼市     | 神埼町神埼       | 神埼町一丁目交差点                          |
| 国道385号 旧道終点 佐賀県道335号神埼北茂安線 重複区間終点                          | 佐賀県     | 神埼郡   | 吉野ヶ里町 | 田手             | 力田交差点                                  |

### 交差する鉄道
- 長崎本線
- 西鉄天神大牟田線
- 鹿児島本線
- 九州新幹線

### 峠
- 佐賀県
  - 坂本峠（標高540 m、神埼郡吉野ヶ里町 - 三養基郡みやき町）